# 日野西家
日野西家（ひのにしけ）は、藤原北家日野流広橋家の支流にあたる公家・華族の家。公家としての家格は名家、華族としての家格は子爵家。家紋は鶴丸。

## 歴史
南北朝時代末期に権大納言日野時光の三男権大納言資国（贈・准大臣）が、日野家より西方に住んだことから日野西と称するようになった。資国の妹業子と姪康子は将軍足利義満の室であり、資国の娘資子（光範門院）は、後小松天皇中宮で、称光天皇の生母。権大納言盛光（改め国盛）、権大納言資宗と続いたが、資宗の子の朝光の早世で絶家した。
江戸時代に権大納言広橋総光の三男右兵衛佐総盛が日野西を称して分家した。上記の日野西家の再興を図ったものと思われるが、同族の竹屋家が、朝廷からも再興と認められて旧家の格式を与えられたのに対し、日野西家には旧家の扱いは認められなかった。
公家としての家格は名家、新家、外様。近衛家の家札。江戸時代の所領の表高は200石。
明治2年（1869年）に華族に列する。明治維新後に定められた家禄は、現米で289石2斗。明治9年8月5日の金禄公債証書発行条例に基づき家禄と引き換えに支給された金禄公債の額は1万3101円2銭3厘（華族受給者中310位）。
明治17年（1884年）7月7日の華族令施行により華族が五爵制になると、翌8日に大納言直任の例がない旧堂上家として光善が子爵に叙せられる。光善は平安神宮などの宮司を務めた後、貴族院の子爵議員に当選して務めた。
その息子の2代子爵日野西資博は宮内省に出仕し、侍従として明治・大正両天皇に仕えた、さらに宮内事務官、内匠寮京都出張所所長、宮中顧問官などを歴任した。
その息子の3代子爵日野西資忠は、殿掌や貴族院議員、京都家庭裁判所調停員などを務めた。
昭和前期に日野西子爵家の邸宅は京都府京都市上京区上賀茂壱町にあった。

## 日野西家が登場する作品
- 公家侍秘録（漫画）…主人公天野守武が仕える家に設定され、日野西家の人々が主要登場人物となっている。